# رمزی اسپرینگز (میسیسیپی)
رمزی اسپرینگز (به انگلیسی: Ramsey Springs) یک منطقهٔ مسکونی در ایالات متحده آمریکا است که در شهرستان استون، میسیسیپی واقع شده‌است. رمزی اسپرینگز ۲۴٫۰۸ متر بالاتر از سطح دریا واقع شده‌است.